# Murat-le-Quaire
Murat-le-Quaire è un comune francese di 496 abitanti situato nel dipartimento del Puy-de-Dôme nella regione dell'Alvernia-Rodano-Alpi.

## Società

### Evoluzione demografica
Abitanti censiti